# Saint-Denis-sur-Loire
Saint-Denis-sur-Loire é uma comuna francesa na região administrativa do Centro, no departamento Loir-et-Cher. Estende-se por uma área de 12,42 km². Em 2010 a comuna tinha 875 habitantes (densidade: 70,5 hab./km²).